# 間瀬村
間瀬村（まぜむら）は、かつて新潟県西蒲原郡にあった村。1955年3月31日の合併によって消滅し、現在は新潟市西蒲区の一部となっている。
以下の記述は合併直前当時の旧間瀬村に関しての記述であり、現在では名称等が異なる場合がある。なお、ここに記述されていない内容に関しては新潟市などの記事を参照。

## 概要
弥彦山北麓の日本海側に位置する。室町時代からある村名で、1465年（寛正6年）の正月10日に塩の徴収があったという記録がある。

## 地理
西側は日本海に面する。

## 沿革
- 1889年（明治22年）4月1日 - 町村制施行に伴い三島郡間瀬村が村制施行し、間瀬村が発足。
- 1896年（明治29年）4月1日 - 西蒲原郡の所属となる[2]。
- 1955年（昭和30年）3月31日 - 西蒲原郡岩室村と合併し、岩室村を新設して消滅。

## 地域
合併を行わないで発足した村であるため、大字は編成していない。当時の村域は現在の新潟市西蒲区間瀬に該当する。